# Mia Couto
Mia Couto, celým jménem António Emílio Leite Couto (* 5. července 1955 Beira) je mosambický spisovatel. Studoval lékařskou fakultu maputské univerzity, školu však opustil a přidal se k ilegálnímu protikoloniálnímu hnutí FRELIMO. Jako jeden z mála potomků bílých přistěhovalců neopustil Mosambik po vyhlášení nezávislosti a působil jako novinář a šéf Mosambické tiskové agentury. Později se z veřejného dění stáhl na protest proti zavádění marxistické diktatury, vystudoval biologii a pracoval jako pedagog, působí také ve firmě IMPACTO Lda, zabývající se ekologickým podnikáním.
Rozvrat mosambické společnosti v období občanské války popsal v magickorealistickém románu Náměsíčná země (1992, český překlad 2003), který byl odbornou porotou Zimbabwského knižního veletrhu zařazen mezi dvanáct nejlepších afrických knih dvacátého století. V roce 2007 knihu zfilmovala brazilská režisérka Teresa Prata. V roce 2013 byla Coutovi udělena Camõesova cena a v roce 2014 Mezinárodní literární cena Neustadt. Je řazen k významným novátorům literární portugalštiny, vedle románů píše také poezii, divadelní hry, publicistiku i dětské knihy. Je zakladatelem nadace podporující začínající spisovatele.